# Matt Letley
Matt Letley (* 29. března 1961) je britský rockový bubeník. V letech 2000–2012 působil ve skupině Status Quo. Svůj odchod ze skupiny oznámil na konci roku 2012, ale na jaře 2013 ještě se skupinou odehrál několik koncertů než se našla náhrada. Svůj poslední koncert se Status Quo odehrál 4.5. 2013, pak byl nahrazen Leonem Cavem. Se skupinou nahrál alba Heavy Traffic (2002), Riffs (2003), The Party Ain't Over Yet (2005), In Search of the Fourth Chord (2007), Quid Pro Quo (2011) a Bula Quo! (2013).